# Timna (Jemen)
Koordinaten: 15° 1′ N, 45° 48′ O
Timna (altsüdarabisch Tmnʿ arabisch تمنع, DMG Timna) war die Hauptstadt des Reiches Qataban im Jemen und befindet sich 240 km südöstlich von Sanaa, etwa 100 km südlich von Ma'rib und 320 km nordöstlich (Luftlinie) von Aden. Die Strecke von Ma’rib nach Timna ist Teil der alten Karawanenroute entlang der Weihrauchstraße und östliche Grenze des Östlichen Gebirgsvorlandes zur Ramlat es-Sayhad. Eine weitere antike Stätte befindet sich mit Hajar bin Humayd linkerhand auf der knapp 20 km langen Strecke in das südlich gelegene Baihan al-Kisab.

## Geschichte
Timna entstand in der ersten Hälfte des 1. Jahrtausends v. Chr. und war das politische Zentrum des Reichs Qataban, das seit Ende des 8. Jahrhunderts v. Chr. schriftlich belegt ist. Nach der Eroberung Qatabans durch Hadramaut um 150 n. Chr. wurde Timna verlassen. Zwar konnte sich der Reststaat von Qataban um Ghat Ghayl 15 km südlich von Timna noch einige Jahrzehnte behaupten, doch wurde auch dieser schließlich von Hadramaut erobert. Timna befand sich am Ausgang des Wadi Baihan, das den landwirtschaftlichen Hintergrund der Stadt bildete. Vornehmlich wurde in Timna jedoch Weihrauch(etappen-)handel, da die Handelswege durch die Stadt führten. Zeichen für den prosperierenden und komplexen Handel ist die erhaltene Marktordnung des Königs Schahr Hilal.

## Erforschungsgeschichte
In den 1950er Jahren begann der US-Archäologe Wendell Phillips mit den Ausgrabungen des verschütteten Ortes und legte dabei das südliche Stadttor mit seinen gewaltigen Säulen des quatabanischen Tempels frei. Einzelne Inschriften und weitere Teile von Häusern konnten dabei fotografisch gesichert werden. Heute versandet ein Großteil der Entdeckungen wieder, da kaum Gelder zum Spurenerhalt bereitgestellt werden.
Etwa zwei Kilometer außerhalb des Stadthügels lag am Haid bin Akil die Nekropole der Timnaer. Die antike Begräbnisstätte ist gleichzeitig Fundplatz von Tempelresten zu Ehren des Gottes Anbay.

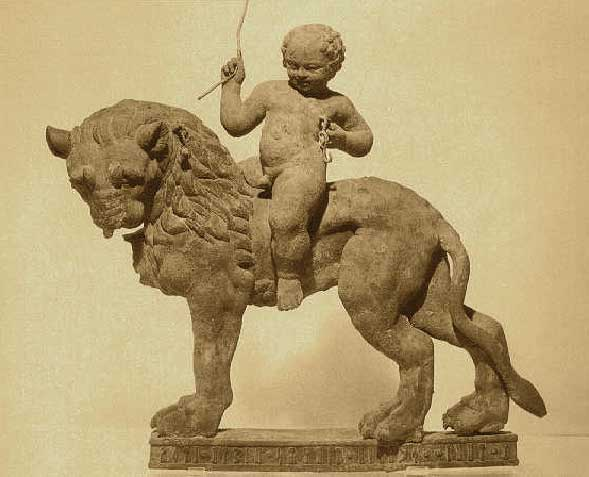
Qatabanischer Bronzelöwe mit Amor, aus Timna (1. Jahrhundert v. Chr.); späthellenistische Periode

Wendell Phillips ließ am mutmaßlichen Fundort (am Haid bin Akil) mehrere Meter Sand abtragen. Dabei kamen schnell erste antike Gegenstände zum Vorschein. In einer tieferen Schicht am Südtor fanden die Forscher hohe Verbrennungsgrade vor, was auf eine gewaltige Feuersbrunst hindeutete. Darin lagen handgefertigte Gegenstände wie Tonscherben, Kettenkügelchen, beschriftete Steinfragmente sowie Bruchstücke von Eisen und Bronze. Unter einer weiteren unvermischten Ascheschicht wurden sie weiterer Gegenstände gewahr, wie Stein-Inschriften und Alabasterstücke mit Reihen geschnitzter Steinbockköpfe. Das Forscherteam registrierte, dass Timna einer Feuerkatastrophe ausgesetzt gewesen sein musste. Der Expeditionsleiter und Experte für semitische Sprachforschung, W. F. Albright, wertete diverse Inschriften vor Ort aus und konnte aus der darauf erwähnten Königsreihe den mächtigsten Herrscher Qatabans, Schahr Yigal Yuhargib II. (Regierungszeit um 75 v. Chr.), ausmachen. Die weiteren Grabungen gingen profund voran, allerdings überschattet von sich häufenden Krankheiten der Expeditionsmitglieder. Ein stellvertretender Aufsichtsführer entdeckte dann einen grünen Bronze-Löwen mit Reiter, den er Phillips, entgegen archäologischer Konvention, bestenfalls ein Forschungsmitglied zum Fundplatz zu rufen und nicht selbst Hand anzulegen, persönlich auf dessen Militärfeldbett präsentierte. Dieses Fundstück (siehe Bild rechts) stellt einen bronzenen Löwen dar. Auf dessen Rücken sitzt ein kleiner dicker Amor, der in der linken Hand eine zerbrochene Kette hält, die zum Hals des Löwen führte. In der rechten Hand hält er ein Bogen-Fragment. Die Inschrift des Sockels der Statue konnte Albright so datieren, dass als frühester Entstehungszeitpunkt 150 v. Chr. in Betracht kam. Es handelte sich um die Nachbildung eines hellenistischen Originals, wobei feststand, dass die Griechen ihrerseits nicht vor diesem Datum derartige Löwenstatuen hergestellt hatten. Dies half auch dabei, die Regierungszeit Yuhargibs II. festzulegen, denn das Fundstück lag im Haus Yafasch, das eindeutig nur diesem König zugeordnet werden konnte. Am selben Tag wurde ein seitenverkehrter zweiter Bronzelöwe nebst Amor (schlechterer Zustand) gefunden.